# Kusanovec
Kusanovec je naseljeno mjesto u Republici Hrvatskoj u Zagrebačkoj županiji. 

## Zemljopis
Administrativno je u sastavu općine Brckovljani. Naselje se proteže na površini od 1,14 km².

## Stanovništvo
Prema popisu stanovništva iz 2001. godine u Kusanovcu žive 53 stanovnika i to u 14 kućanstava. Gustoća naseljenosti iznosi 46,49 st./km².
| broj stanovnika | 159   | 163   | 165   | 189   | 186   | 174   | 163   | 145   | 133   | 107   | 94    | 78    | 73    | 51    | 53    | 49    | 44    |
|                 | 1857. | 1869. | 1880. | 1890. | 1900. | 1910. | 1921. | 1931. | 1948. | 1953. | 1961. | 1971. | 1981. | 1991. | 2001. | 2011. | 2021. |